# Großerzbistum Kiew-Halytsch
Das Großerzbistum Kiew-Halytsch (lat.: Archieparchia Kioviensis-Haliciensis, ukrainisch Києво-Галицьке Верховне Архиєпископство) ist das in der Ukraine gelegene Großerzbistum der ukrainischen griechisch-katholischen Kirche mit Sitz in Kiew.

## Geschichte
Das Großerzbistum Kiew-Halytsch wurde am 29. August 2005 von Papst Benedikt XVI. errichtet. Erster Großerzbischof wurde Ljubomyr Kardinal Husar MSU.
Der Großerzbischof von Kiew-Halytsch ist Oberhaupt der ukrainischen griechisch-katholischen Kirche. Ihm sind die Erzbischöflichen Exarchate Charkiw, Donezk, Luzk, Krim und Odessa untergeordnet.

## Diözesanabteilungen
In der Erzdiözese gibt es folgende Kommissionen:
- Jugendkommission
- Katechetische Kommission
- Evangelisierungskommission
- Liturgische Kommission
- Kulturkommission
- Familienkommission

und Büros:
- Pilgerbüro
- Büro der sozialen Kommunikation

### Abteilung für Militär- und Gefängnisseelsorge
Die zwei Kommissionen für Militärseelsorge und Seelsorge der Gefangenen wurde am 3. Oktober 2006 zur Abteilung für Militär- und Gefängnisseelsorge in der Patriarchalkurie des Großerzbistum Kiew-Halytsch eröffnet. Die Leitung der Abteilung wurde dem Bischof Mychajlo Koltun CSsR, der gleichzeitig Bischof der Eparchie Sokal-Schowkwa ist, übertragen. Somit fungiert er ebenfalls als Militärbischof für die ukrainischen Streitkräfte. Das Referat für die Seelsorge in den Streitkräften wird vom Priester Lubomyr Jaworskyi wahrgenommen. Das Referat für die Gefangenenseelsorge leitet der Diakon Konstantiyn Pantelei. Die Regierung der Ukraine und die Ukrainische Griechisch-katholische Kirche unterzeichneten ein gemeinsames Memorandum zur Förderung der Zusammenarbeit. Auf der jährlich stattfindenden Versammlung der Hauptmilitärkapläne der UGKK wird die Arbeit der Abteilung für die Belange der Diözesen abgesprochen und koordiniert. An dieser Hauptversammlung nehmen auch Vertreter des Innen- und Verteidigungsministeriums und Mitglieder der interkonfessionellen Bruderschaft teil. Die Jahreshauptversammlung der Militärgeistlichen beschloss, jährlich eine Militärwallfahrt zum Wallfahrtsort Zarvanytsia/Westukraine zu organisieren, zu der auch internationale Streitkräfte eingeladen werden sollen. An den Wallfahrten sollen auch Vertreter und Angehörige des Innenministeriums, dem staatlichen Grenzdienst und dem Ministerium für außerordentliche Angelegenheiten teilnehmen.